# Alex Farinelli
Alex Farinelli, né le 16 décembre 1981 à Comano (originaire de Bellinzone), est une personnalité politique suisse, membre du Parti libéral-radical. 
Il est député du canton du Tessin au Conseil national depuis octobre 2019. 

## Biographie
Alex Farinelli naît le 16 décembre 1981 à Comano, dans le district de Lugano. Il est originaire de Bellinzone. Son père, Francesco, a travaillé pour le concessionnaire d'Alfa Romeo à Lugano, tandis que sa mère, longtemps mère au foyer, est secrétaire. Il est le cadet d'une fratrie de trois enfants.
Il grandit à Comano.
Il est titulaire d'une maîtrise universitaire en économie et politique internationale des universités de Zurich et de la Suisse italienne.
Il est engagé en 2009 par la Corner Banque. L'année suivante, il est nommé secrétaire du PLR tessinois. En juin 2015, il rejoint la section tessinoise de la société suisse des entrepreneurs en bâtiment, dont il devient vice-directeur en 2017.
Il a le grade d'appointé à l'armée.
Il est célibataire.

## Parcours politique
En 2004, il est élu au Conseil communal (législatif) de Comano. Il y est réélu à deux reprises, en 2008 et 2012, et le préside en 2013. Entre-temps, il adhère en 2008 à la section tessinoise des Jeunes libéraux-radicaux et la préside en 2010. 
En 2015, il devient député au Grand Conseil tessinois. Il est réélu en 2019 au Grand Conseil, où il est chef du groupe PLR[Quand ?].
Il est élu syndic de Comano en 2016. Il annonce fin novembre 2023 qu'il ne se représentera pas pour un nouveau mandat en avril 2024.
Élu en octobre 2019 au Conseil national avec le meilleur résultat de son canton, il démissionne de son mandat cantonal. Il est réélu en octobre 2023, à nouveau avec le meilleur score du canton. Il siège à la Commission des finances (CdF) et, depuis la 52e législature, à la Commission des transports et des télécommunications (CTT).
En juin 2020, il est élu au comité directeur du PLR suisse.